# 917 Lyka
A 917 Lyka (ideiglenes jelöléssel 1915 S4) a Naprendszer kisbolygóövében található aszteroida. Grigorij Nyeujmin fedezte fel 1915. szeptember 5-én.